# Schimmerlori
Der Schimmerlori (Chalcopsitta sintillata) ist eine Vogelart aus der Gattung der Glanzloris (Chalcopsitta).

## Merkmale
Der Schimmerlori erreicht eine Größe von 31 Zentimetern. Diese große Loriart hat einen langen, breiten Schwanz. Die Federspitzen an den Schwanzfedern sind rot gefärbt. Das Gefieder an Nacken und Brust ist grün gefärbt und mit gelben Schaftstrichen versehen. Das Kopfgefieder ist braunschwarz gefärbt. Das Gefieder an der Stirn, den Zügeln, der Tibia, den unteren Flügeldecken und der Schwanzbasis ist scharlachrot gefärbt. Die Federn am Nacken und auf der Brust sind mit feurig-orangen Schaftstrichen durchzogen. Die Männchen haben ein grasgrünes Hauptgefieder. Das Gefieder auf dem Flügel und in der Rückenmitte ist ein wenig dunkler, am Bürzel und auf der oberen Schwanzdecke geht die Gefiederfärbung in Spangrün über. In diesem Bereich des Gefieders ist jede Feder mit einem verwaschenen grün-gelben Schaft und mit einer bläulichen Basis versehen. Einige Federn an der Brustseite, den unteren Flügeldecken und in der Körpermitte sind scharlachrot, mit einer schwarzen Federspitze. Die Schwingen sind an den Außenfahnen dunkelgrün, während die Federn an der Innenfahne matt schwarz gefärbt sind. Die Wachshaut, die Augenringe, der Schnabel, die Füße und die Krallen haben eine schwarze Färbung. Die Farbe der Iris ist bei diesen Vögel Goldgelb.
Die Jungvögel unterscheiden sich von den Altvögeln durch die fehlende rote Gefiederfärbung am Kopf. Außerdem haben sie noch eine braun gefärbte Iris und schmutzig gelbe Federn in der Mitte des Bauchs.

## Stimme
Die Schimmerloris stoßen während ihres Flugs einen sehr lauten Ruf aus. Es sind zwei Flugschreie dieser Art bekannt, der erste Schrei ist ein mehrfach einsilbiges und brummendes Kreischen. Diesen Kreischen besteht aus verschiedenen aufeinander folgenden Noten; diese Noten reichen von zwei bis zu fünf Tönen (manchmal sind es auch nur drei), die gerufen werden. Der andere Ruf ist ein musikalisches Gezwitscher, das ausführlich und auf derselben Tonhöhe gesungen wird. Es wurden Schimmerlorischwärme beobachtet, die während des Flugs einen kurzen, brummenden Schrei ausstoßen. Der Schrei hörte sich wie kiss oder kiss kiss an.
Im Allgemeinen sind die Rufe des Schimmerloris schriller, brummender und abgeschwächter als bei den Weißbürzel- und den Allfarbloris. Der Rufe des Loris ähneln dem Ruf des Langschwanz-Raupenfängers (Coracina longicauda).

## Verbreitung und Bestand
Das Verbreitungsgebiet liegt in Indonesien auf der Insel Neuguinea. Auf der Insel besiedeln sie ein Gebiet, das von der südlich gelegenen Triton Bay über die im Westen liegende Cenderawasih-Bucht bis zum östlichen Port Moresby reicht. Außerdem besiedeln sie die Aru-Inseln. Die Population der Schimmerloris beträgt 100.000 Tiere. Nur eine kleine Anzahl der Vögel wird in Gefangenschaft gehalten.

## Lebensraum und Lebensweise

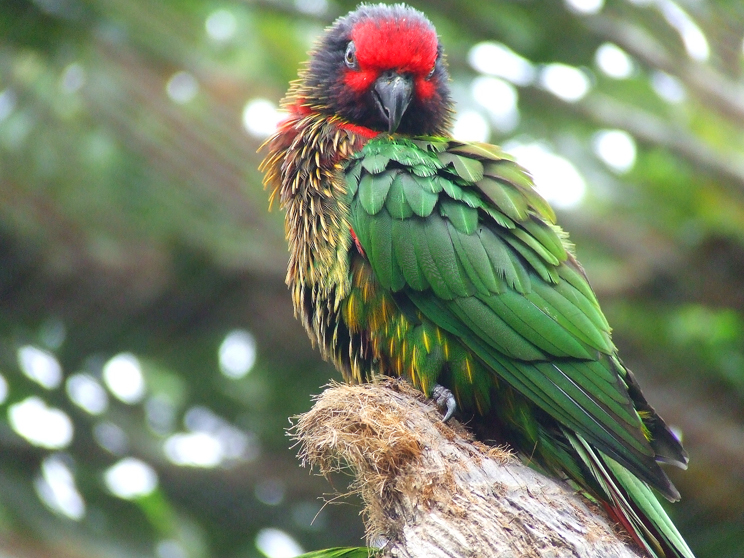
Schimmerlori im Fuengirola Zoo

Der Schimmerlori bewohnt das Tiefland. Er wird auch in Gebieten von bis zu 800 Metern Höhe gesichtet. Sie bewohnen Savannen, Waldgrenzen, bewachsenen Vorgipfel, Kokosnuss-Plantagen, Mangrovenwälder und offene Waldgebiete. Die Vögel sind sehr gesellig, meistens treffen sie sich in Paaren oder Gruppen. Wenn sich die Tiere auf der Nahrungssuche nach Nektar und Früchten treffen, kann man ihre akrobatischen Fähigkeiten in den Baumwipfeln beobachten. Man kann die Schimmerloris auch morgens sehen, wenn sie über die Baumwipfel des Regenwaldes fliegen. Manchmal sieht man eine Gruppe Schimmerloris, die zusammen mit Gruppen von Allfarbloris und Schönloris (Charmosyna placentis) auf Nahrungssuche auf einem Baum ist. Die Loriart ist in ihrem Verbreitungsgebiet in großer Anzahl dort ansässig, wo ihr Nahrungsangebot gut ist. Wenn das Nahrungsangebot schlecht wird, ziehen sie zum nächsten nahrungsreichen Ort. Einige Schimmerloriarten bevorzugen die Schefflera oder die Sagopalme.

## Fortpflanzung
Die Paare führen bei der Balz ihre akrobatischen Trapezkünste und ihre schwebenden Darstellungen auf. Gebrütet wird im Februar und September, das Nest liegt bevorzugt in einer sicheren Baumhöhle.

## Unterarten
- Chalcopsitta sintillata sintillata (Temminck, 1835) – Die Nominatform wie oben beschrieben.
- C. sintillata chloroptera (Salvadori, 1876) – das Verbreitungsgebiet liegt östlich von Port Moresby, wo sie sich ihren Lebensraum mit der Nominatform C. s. sintillata teilen. Sie unterscheiden sich durch ihre grünen oder grünschwarzen Federn an den unteren Flügeldecken, bei der Nominatform sind diese Federn rot gefärbt. Außerdem ist das Gefieder von C. s. chloroptera weniger gelblich gefärbt.
- C. sintillata rubifrons (Gray, 1858) – das Verbreitungsgebiet dieser Unterart liegt auf den Aru-Inseln. Man kann sie durch ihre vielen breiten orangen Federn auf der Brust von der Nominatform C. s. sintillata  unterscheiden.